# Dai Takeuchi
Dai Takeuchi (japanisch 武内 大 Takeuchi Dai; * 31. Mai 1992 in der Präfektur Ōita) ist ein ehemaliger japanischer Fußballspieler.

## Karriere
Takeuchi erlernte das Fußballspielen in der Schulmannschaft der Kunimi High School und der Universitätsmannschaft der Fukuoka-Universität. Seinen ersten Vertrag unterschrieb er 2014 bei V-Varen Nagasaki. Der Verein spielte in der zweithöchsten Liga des Landes, der J2 League. Für den Verein absolvierte er 11 Ligaspiele. Ende 2016 beendete er seine Karriere als Fußballspieler.